# St.-Jürgen-Kapelle (Burg auf Fehmarn)

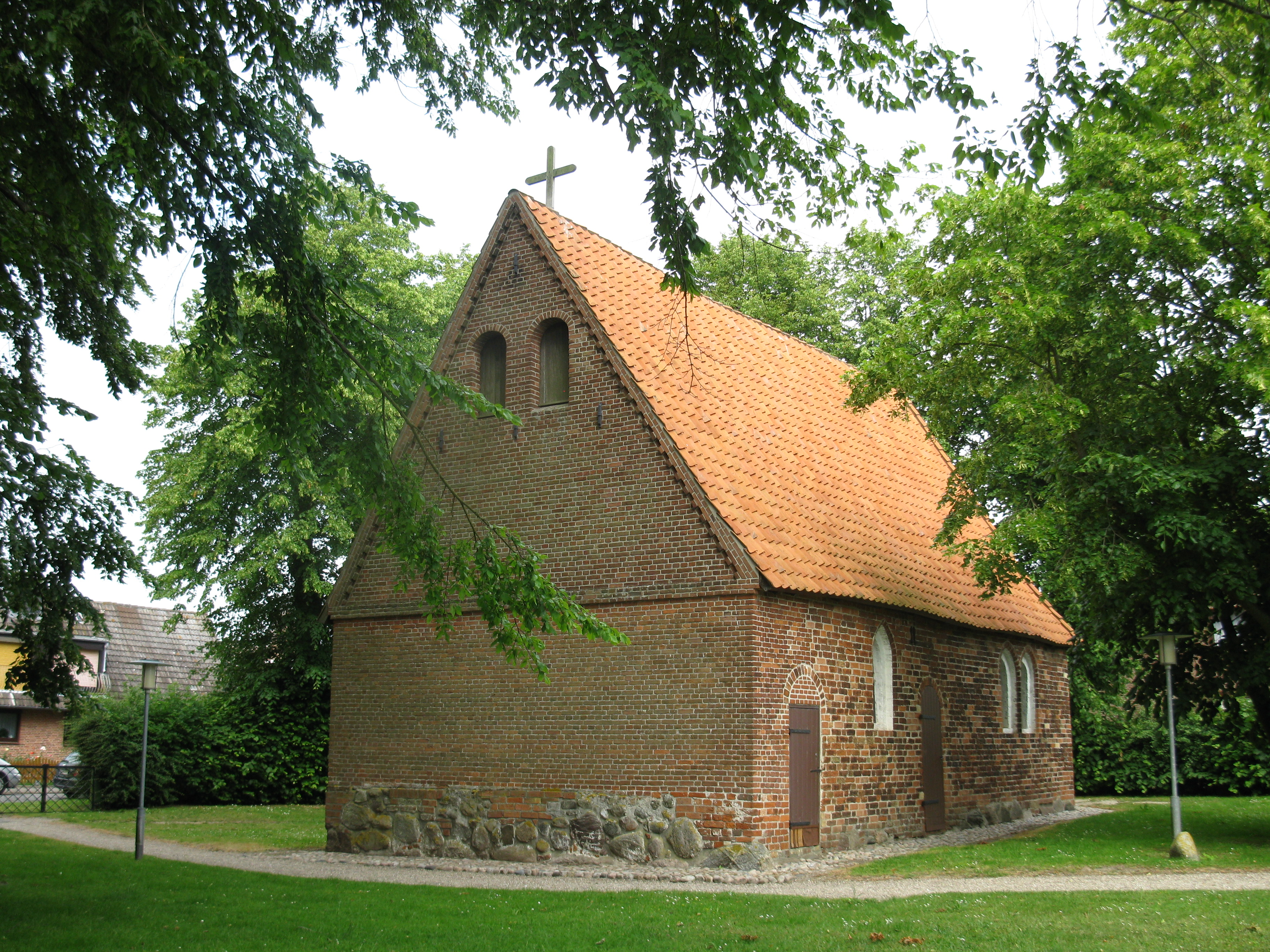
St.-Jürgen-Kapelle

Die evangelisch-lutherische St.-Jürgen-Kapelle ist ein gotischer Backsteinbau aus dem 13. Jahrhundert mit einem Fundament aus Findlingen und einem Satteldach, auf dem ein Kreuz angebracht ist. An den Außenmauern der Kapelle fallen unter anderem die für die Zeit der Gotik typischen Spitzbogenfenster auf.
Sie befindet sich etwa einen Kilometer südöstlich der Innenstadt von Burg auf Fehmarn, Kapellenweg 13.
Ursprünglich war die Kapelle Teil eines Siechenhauses, in dem an Pest und Aussatz (Lepra) erkrankte Menschen gepflegt wurden. Es lag – wie im Mittelalter üblich – außerhalb der Stadt. Nach Daten der „Gesellschaft für Leprakunde“ wurde das Leprosorium 1439 zum ersten Mal urkundlich erwähnt. Im 17. Jahrhundert befand sich in der Nähe der Kapelle ein Platz, auf dem Hexen verbrannt wurden. Später wurde sie zeitweise als Waffenarsenal und auch als Pferdestall genutzt.

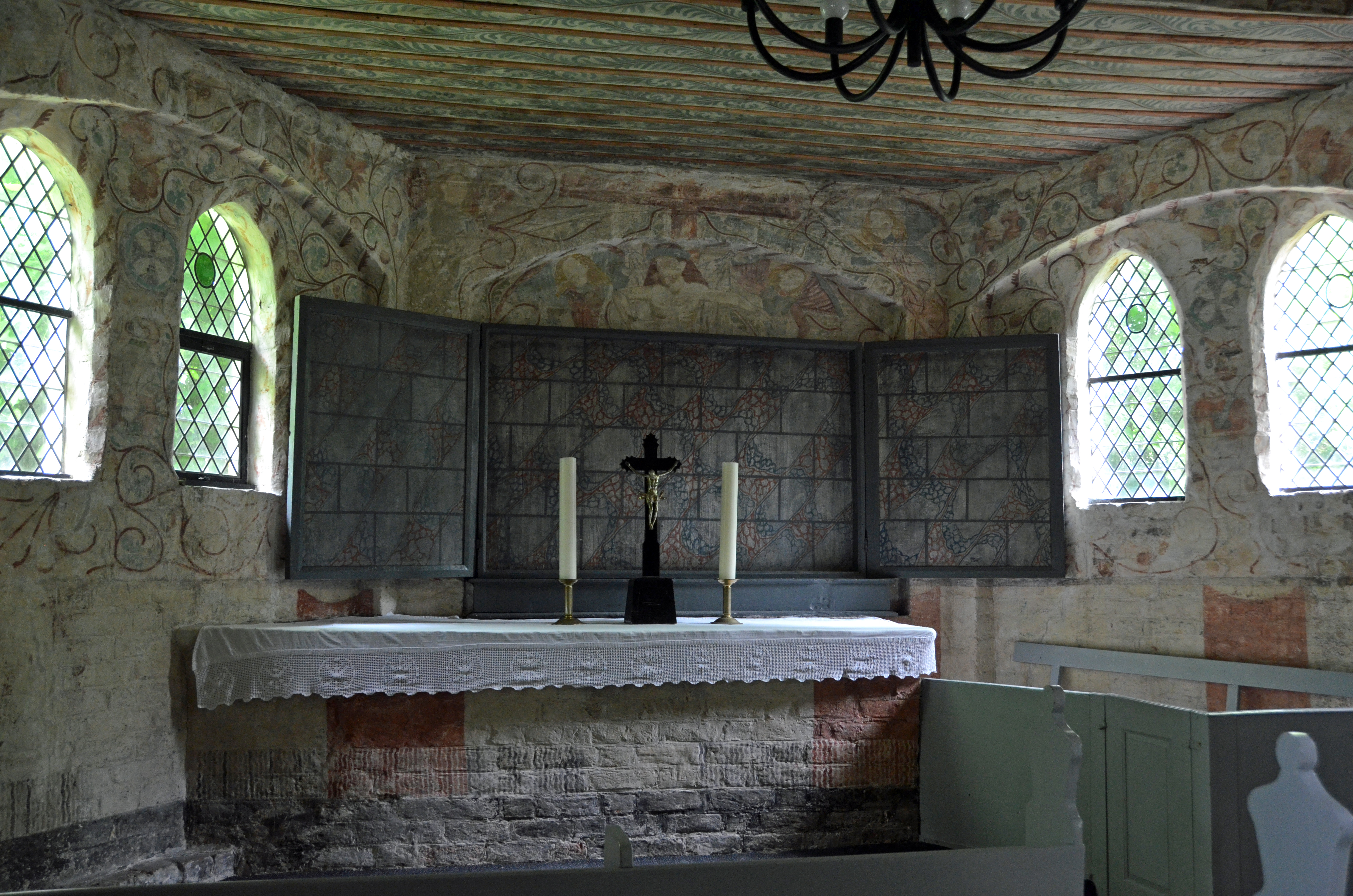
St. Jürgen Innenansicht

Im Innern der St.-Jürgen-Kapelle sind ein Sakramentshäuschen aus Holz aus dem 13. Jahrhundert sowie gut erhaltene Wandmalereien aus dem 15. Jahrhundert sehenswert.
Eine Außenbesichtigung ist jederzeit möglich. Zwischen Mai und September ist die Kapelle täglich geöffnet, außerhalb der Sommermonate nur zu Gottesdienstzeiten und nach telefonischer Absprache mit der Stadtverwaltung Burg.